# Dünenrötel

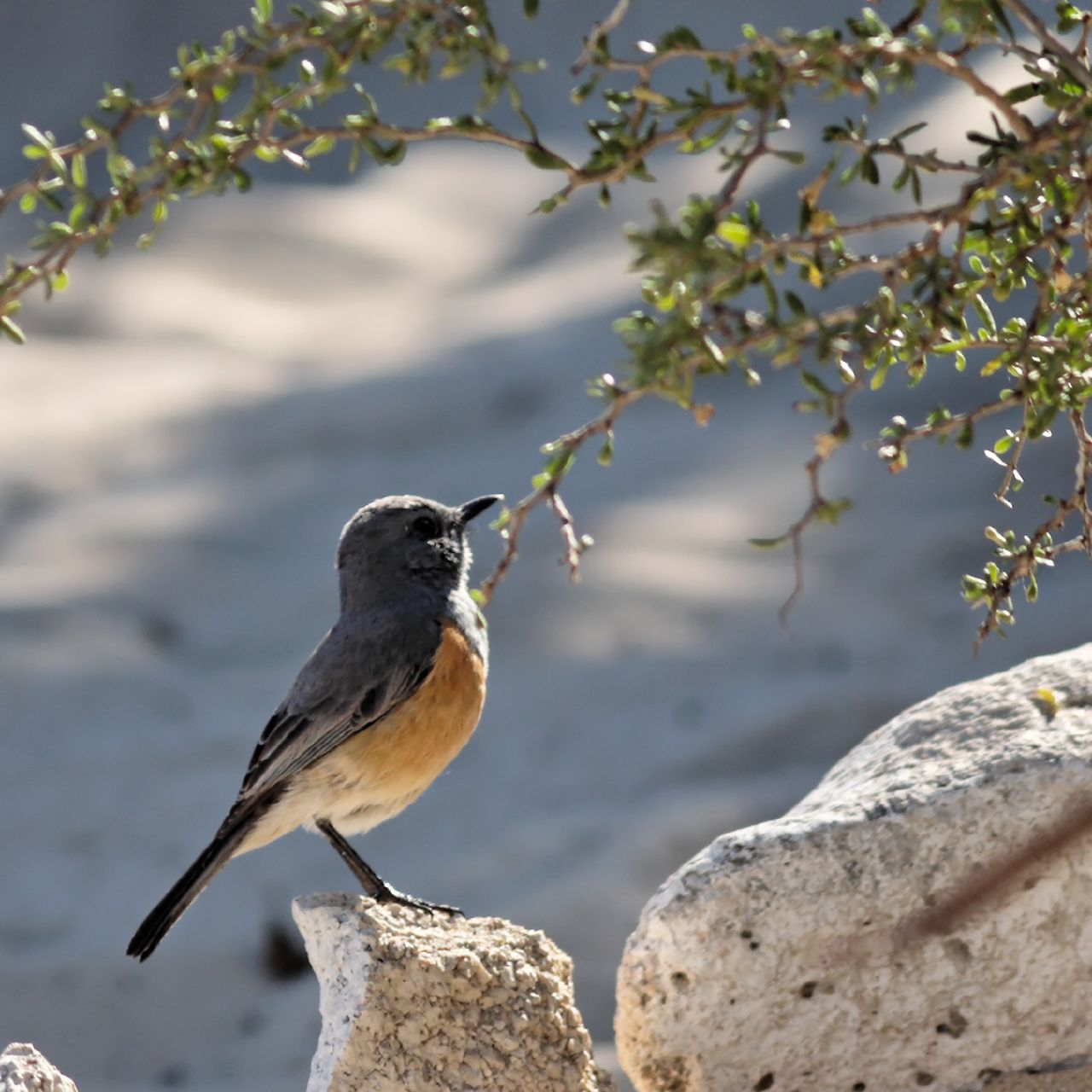
Dünenrötel, Männchen in Anakoa

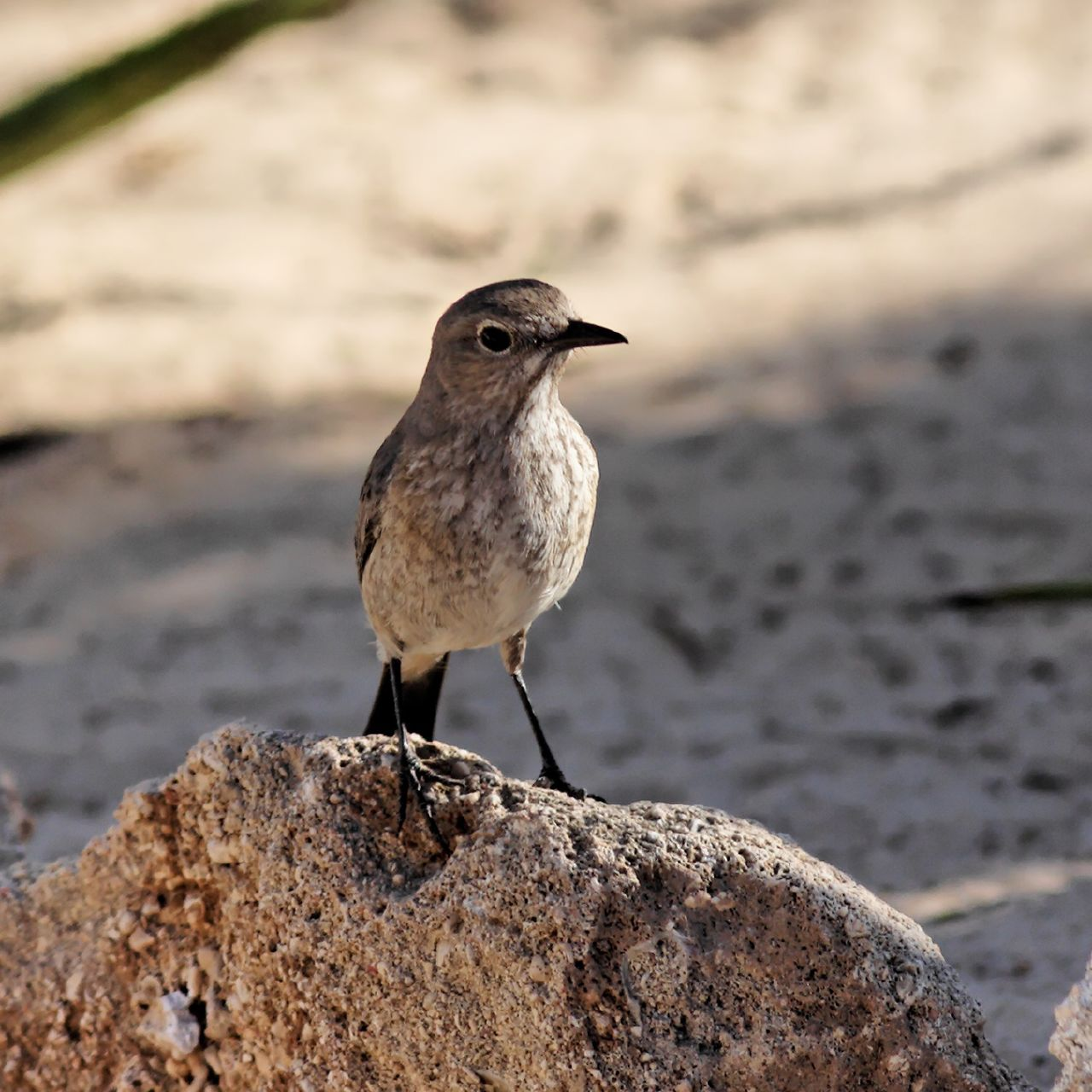
Dünenrötel, Weibchen

Der Dünenrötel (Monticola imerina) ist ein endemisch auf Madagaskar vorkommender Vogel aus der Familie der Fliegenschnäpper (Muscicapidae).

## Merkmale
Dünenrötel erreichen eine Körperlänge von 16 Zentimetern. Zwischen den Geschlechtern besteht ein deutlicher Sexualdimorphismus. Die Männchen sind überwiegend schiefergrau gefärbt. Brust, Bauch und Flanken sind orangerot. Die Weibchen zeigen ein mattes Grau in den beim Männchen schiefergrau gefärbten Bereichen; Brust, Bauch und Flanken sind weißgrau bis cremefarben und schwach bräunlich gesprenkelt, die Steuerfedern dunkel graubraun, der Bürzel ist blass orangerot.

## Ähnliche Arten
Dem Dünenrötel sehr ähnlich ist der Madagaskarrötel (Monticola sharpei). Die Männchen dieser Art unterscheiden sich durch einen blaugrau gefärbten Kopf. Bei beiden Geschlechtern ist die Unterseite kräftiger gezeichnet und die Steuerfedern sind teilweise orangerot.

## Verbreitung und Lebensraum
Das Verbreitungsgebiet des Dünenrötels umfasst den südlichen und südwestlichen Küstenstreifen auf Madagaskar. Er kommt dort bevorzugt in Dünen- und Steppengebieten vor.

## Lebensweise
Die Vögel ernähren sich von verschiedenen Beeren, Früchten und Insekten, die in erster Linie am Erdboden gesucht werden. Die Hauptbrutsaison fällt in die Monate Oktober bis Februar. Das tassenförmige Nest wird aus trockenen Gräsern, Flechten, Moos, Federn, Schlangenhäuten und Tierhaaren gefertigt und geschützt unter einem belaubten Zweig in einer Höhe zwischen 1,5 und 3,0 Metern über dem Erdboden platziert und meist mit drei türkisfarbenen Eiern bestückt. In Gefangenschaft wurde eine Nestlingszeit von 18 Tagen festgestellt. Detaillierte Angaben zum Brutverhalten müssen noch ermittelt werden.

## Gefährdung
Der Dünenrötel ist auf Madagaskar in seinen Verbreitungsgebieten nicht selten und wird demzufolge von der Weltnaturschutzorganisation IUCN als  „least concern = nicht gefährdet“ klassifiziert.